# Пашаев, Абдулали Мурад оглы
Абдулали Мурад оглы Пашаев (азерб. Əbdüləli Murad oğlu Paşayev; 1886, Джеватский уезд — 30 июля 1975, Имишлинский район) — советский азербайджанский животновод, Герой Социалистического Труда (1948).

## Биография
Родился в 1886 году в селе Алипанахлы Джеватского уезда Бакинской губернии (ныне часть села Мурадханлы Имишлинского района Азербайджана).
С 1929 года — чабан, старший чабан колхоза имени Самеда Вургуна Имишлинского района. В 1947 году получил от 410 грубошерстных овцематок 497 ягнят при среднем весе ягнят к отбивке 40,9 килограмм.
Указом Президиума Верховного Совета СССР от 17 августа 1948 года за получение в 1947 году высокой продуктивности животноводства Пашаеву Абдулали Мурад оглы присвоено звание Героя Социалистического Труда с вручением ордена Ленина и золотой медали «Серп и Молот».
С 1965 года — пенсионер союзного значения.
Скончался 30 июля 1975 года в городе Имишли.